# Загвоздянская сельская община
Загвоздянская сельская общи́на (укр. Загвіздянська сільська громада) — территориальная община в Ивано-Франковском районе Ивано-Франковской области Украины.
Административный центр — село Загвоздье.
Население составляет 5766 человека. Площадь — 31,3 км².

## Населённые пункты
В состав общины входят 2 села:
- Загвоздье
- Подлесье